# Piz Scerscen
Piz Scerscen je 3971 m vysoká hora ležící v horské skupině Bernina. Přes jeho vrchol vede hranice mezi švýcarským kantonem Graubünden a italskou provincií Sondrio (Lombardie). Je přímým jihozápadním sousedem Piz Bernina, jediného čtyřtisícového vrcholu ve Východních Alpách.

## Poloha
Piz Scerscen se táhne jako mohutný, téměř jeden a půl kilometru dlouhý val od Piz Bernina na severovýchodě až k jihozápadní Porta da Roseg (3522 m n. m.), která vede na Piz Roseg. Přes tento hřeben vede hranice mezi Itálií a Švýcarskem. Ve švýcarské národní mapě je uvedeno pět kotovaných vrcholů, z nichž nejvyšší o nadmořské výšce 3971 m n. m. leží zhruba uprostřed hřebene. Na jižních svazích se nalézá ledovec Vedretta di Scerscen Superiore. Severní svahy jsou pokryty mohutným ledovcem Vadret da Tschierva, který je rozdělený na sever vybíhajícím skalnatým hřebenem Eisnase, ze kterého do výše 3252 m n. m. zvedá Piz Umur.

## Možnosti výstupu na vrchol
Normální trasa vede přes hřeben Eisnase a je považována za náročnou vysokohorskou túru. Výchozím bodem je chata Tschiervahütte (SAC) na severu v nadmořské výšce 2573 m. Od chaty se po morénové stezce dostanete na Vadret da Tschierva. Když obejdete skalnatý hřeben Piz Umur na západ, dostanete se na hřeben, který vede přes Eisnase - strmý ledový stupeň - k visutému ledovci. Přes něj vede cesta ke krátké strmé ledové stěně, přes kterou se dostanete na vrchol.
Z italské strany vede běžná trasa jihozápadním svahem (poměrně obtížným), ke kterému se dostanete z horské chaty Rifugio Marinelli Bombardieri (CAI) ve výšce 2813 m n. m.. Cesta je náchylná na pády kamení.
Leze se také traverz z Porta da Roseg jihozápadním hřebenem na vrchol a odtud severovýchodním hřebenem na Piz Bernina. Jižní stěnou vede horolezecká trasa (stupeň obtížnosti V+).

## Původ jména
Dlouhou dobu byl Piz Scerscen považován pouze za vedlejší vrchol Piz Bernina, a proto zůstal bezejmenný. Název Scerscen pravděpodobně pochází z latinského circino (= kotlina, konec údolí). V Itálii se vrchol nazývá Monte Rosso di Scerscen, zkráceně Monte Scerscen.

## Historie lezení
První výstup na vrchol uskutečnil 13. září 1877 německý geolog Paul Güßfeldt spolu s Hansem Grassem a Kasparem Kapatem. Z Tschiervahütte přes Eisnase vedla jejich dnešní obvyklá trasa. Paul Güßfeldt dosáhl i dalších prvovýstupů: O dva roky později, 15. září 1879, podnikl spolu s Hansem Grassem prvovýstup Jihozápadní stěnou, dnešní normální cestou z italské strany. Podobně podélný traverz od jihozápadní Porta Roseg k severovýchodní Piz Bernina provedl 22. září 1887 Güßfeldt spolu s Émilem Reyem a J. B. Aymonodem.
Walter Risch uskutečnil 29. března 1938 první zimní výstup jihozápadním svahem.

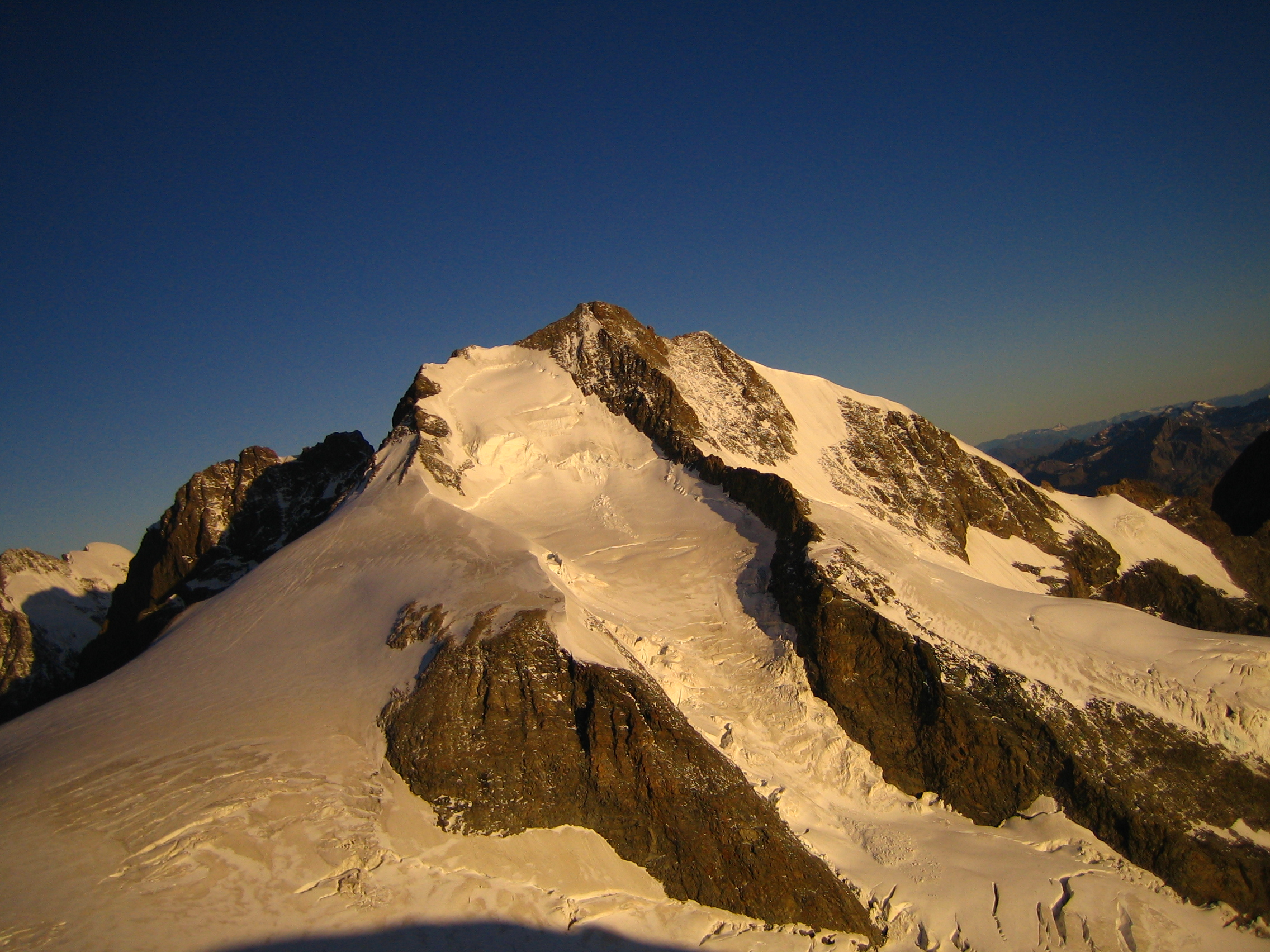
Piz Scerscen (vlevo).

Ludwig Norman-Neruda spolu s Christianem Kluckerem vystoupili poprvé na západní stěnu 9. července 1890. Tato trasa se dnes kvůli nebezpečí ledopádu zdolává jen zřídka.